# Ernst Laws
Ernst Laws (* 7. August 1903 in Braunsberg, Ermland; † 22. März 1981 in Frankfurt am Main) war ein katholischer Geistlicher, Sachbuchautor und Herausgeber.

## Leben

### Jugend und Bildung
Ernst Laws war ein Sohn des Buchbinders Michael Bruno Laws und dessen Ehefrau Anna Katharina, geborene Brem. Das örtliche Gymnasium schloss er im Jahr 1924 ab und studierte im Wintersemester 1924/25 Rechtswissenschaften an der Universität Freiburg. Er schloss sich dem Bund Neudeutschland und der Studentenkorporation Germania Hohentwiel-Freiburg (Breisgau) an. Anschließend studierte er Theologie an der Ludwig-Maximilians-Universität München (LMU) dann am Lyceum Hosianum in Braunsberg. Die Priesterweihe empfing er im Jahr 1929 von dem Bischof Ermlands Augustinus Bludau im Frauenburger Dom.

### Geistlicher in Ostpreußen
Nach dem Jahr 1929 wurde er als junger Kaplan den Kirchengemeinden in Reimerswalde, Neu-Klockendorf, Tilsit und Allenstein zugewiesen. Im Jahr 1931 wurde er als Religionslehrer in Guttstadt tätig, dann im Jahr 1933 von der Gestapo festgenommen, verhört und monatelang in Haft gehalten. Nach der Freilassung war er als Kaplan in Marienburg angestellt und wurde dann zusammen mit Propst Franz Pingel und Kaplan Bruno Weichsel erneut festgenommen und in den Gestapogefängnissen in Königsberg, Breslau und Berlin inhaftiert. Nach 1937 war Ernst Laws als Seelsorger an der Propsteikirche in Königsberg tätig. Von 1939 bis 1942 war er nach den Haftzeiten sowie wegen Gelenkrheumas und eines Augenleidens im schweizerischen Arosa zur gesundheitlichen Rehabilitation und zugleich dortiger Hausgeistlicher. Nach der Genesung wurde er im Jahr 1942 als Pfarrer in Mohrungen und ab 1944 in Marienwerder tätig.

### Nach Kriegsende
Nach der Flucht aus Ostpreußen vor der näher rückenden Front wurde Ernst Laws kurz Pfarrer in Groß Mechau bei Putzig und im Jahr 1946 zum Kurat in Kaufbeuren. Seit dem Jahr 1956 wirkte er als Konsistorialrat beim ermländischen Konsistorium. Nach 1958 war er als Studienrat in Dillingen, nach 1960 Studienprofessor und Gymnasialprofessor in Donauwörth und nach 1964 als Religionslehrer in Ulm-Gögglingen angestellt. Bereits 1960 erhielt er den Titel Monsignore und im Jahr 1979 wurde er zum Päpstlichen Ehrenprälaten sowie stellvertretenden Dekan ernannt.
Von 1950 bis 1964 gab er den Ermländischen Hauskalender und von 1966 bis 1978 Unser Ermlandbuch für die ermländische Diaspora heraus. Im Jahr 1969 zog er von Ulm nach Darfeld und dann in ein Altersheim in Borghorst um.
Ernst Laws starb nach einem Aufenthalt im Sankt-Katharinen-Krankenhaus am 22. März 1981 in Frankfurt am Main. Die Beisetzung fand einige Tage danach in Borghorst statt.

## Schriften (Auswahl)
- mit Arthur Kather: Unser Weg in Gottes Herz. Ein geistliches Jahrbuch. Bischof Maximilian Kaller Stiftung, Münster 1963.
- Das Waaler Marienspiel. Neumeyer, Landsberg am Lech 1963.
- mit Otto Miller: Wo nimmt man jetzt das Lachen her? Empfehlungen eines freien Geistes. Glock-und-Lutz-Verlag, Nürnberg 1966.
- Gottes Lob in Ostpreußen. Das Jahr im ermländischen Kirchenlied. Gesungen von den Kaufbeurer Martinsfinken unter der Leitung von Ludwig Hahn. Gräfe und Unzer, München 1968. (Sprechplatte)
- Totenklage um eine Kirche. Ein Requiem für St. Katharina, Braunsberg. Verlag Gerhard Rautenberg, Leer 1976, ISBN 978-3792101650.
- Bekenntnis zum Rosenkranz. Gedanken. Verlag Gott und Werk, Sankt Augustin 1977, ISBN 3-8050-0083-9.
- Küng und das Glaubensbekenntnis der Kirche. Informationen über Küngs „Christ-sein-Komplex“, „20 Thesen zu Christsein“, „Was in der Kirche bleiben muss“, „Existiert Gott?“ und Jens „Um nichts als die Wahrheit“. Verlag Gott und Werk, Sankt Augustin 1978, ISBN 978-3-8050-0072-7.
- mit Otto Miller: Wenn der Durst nach Gott uns quält. Gebetete Lyrik. Verlag Gott und Werk, Sankt Augustin 1979, ISBN 3-8050-0087-1.